# Cóc chân ngắn Xuyên Nam
Cóc chân ngắn Xuyên Nam (danh pháp hai phần: Brachytarsophrys chuannanensis) là một loài lưỡng cư thuộc họ Megophryidae.
Đây là loài đặc hữu của khu vực Xuyên Nam, Tứ Xuyên, Trung Quốc.
Môi trường sống tự nhiên của chúng là rừng ẩm vùng đất thấp nhiệt đới hoặc cận nhiệt đới, vùng núi ẩm nhiệt đới hoặc cận nhiệt đới, và sông ngòi.
Chúng hiện đang bị đe dọa vì mất môi trường sống.